# Sousoší Panny Marie (Borohrádek)
Pískovcové sousoší Panny Marie se nalézá na náměstí městečka Borohrádek v okrese Rychnov nad Kněžnou. Sousoší Panny Marie pochází z roku 1761 a je dílem českého barokního sochaře Jakuba Teplého.

## Popis
Pískovcová pozdně barokní socha Panny Marie Immaculaty, adorované dvěma andílky sestává z hranolového soklu umístěného na třech pískovcových stupních. Na soklu je umístěn pilíř s volutovými křídly zakončený římsou na které je dvoudílném soklíku umístěna socha Panny Marie Immaculaty stojící na zeměkouli obtočené hadem s tělem esovitě prohnutým a oděným do dlouhého pláště. Po levé a pravé straně sochy Immaculaty je umístěna vždy jedna soška okřídleného andílka, držícího rokajovou kartuš se znakem.

## Galerie

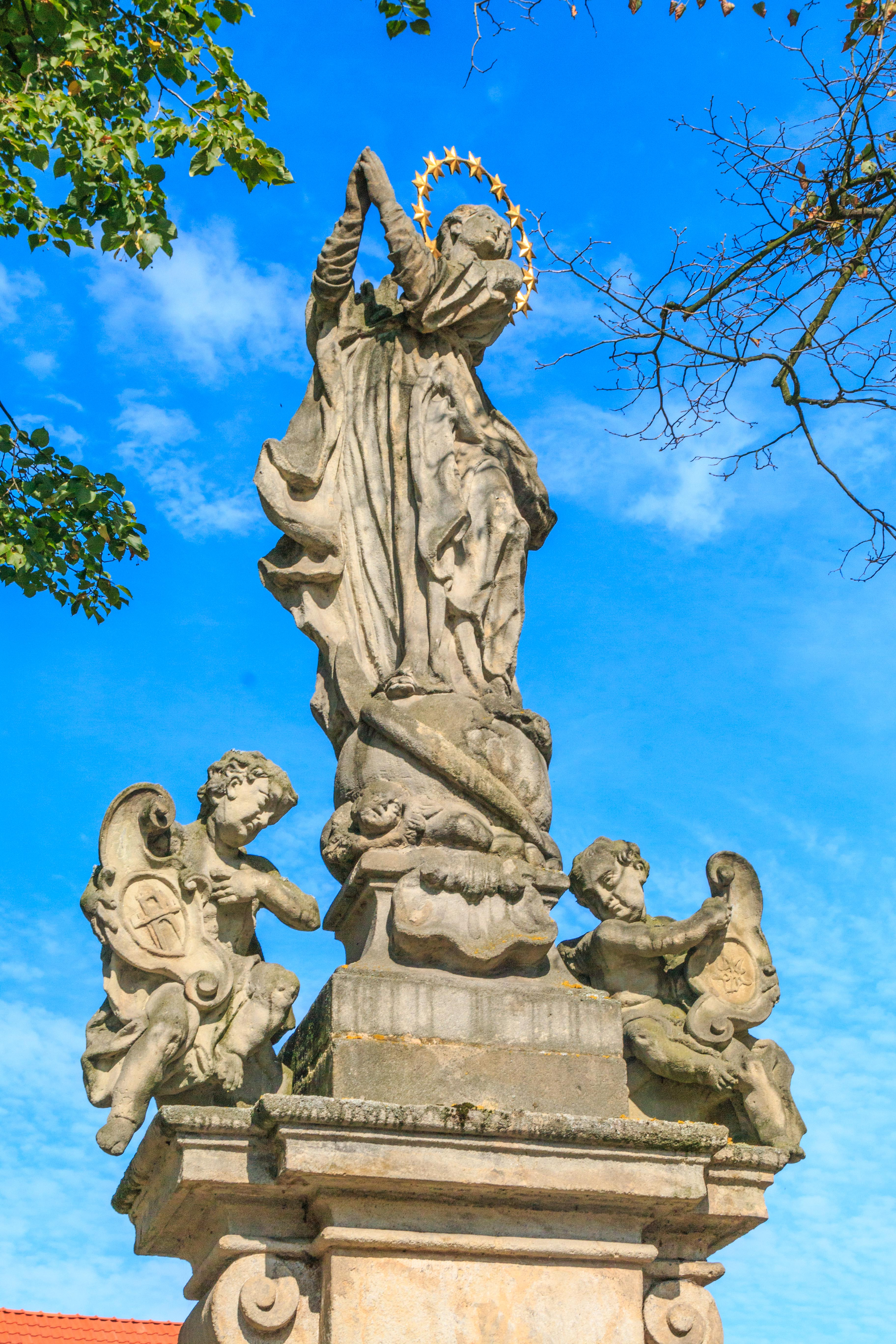
Sousoší Panny Marie na náměstí v Borohrádku
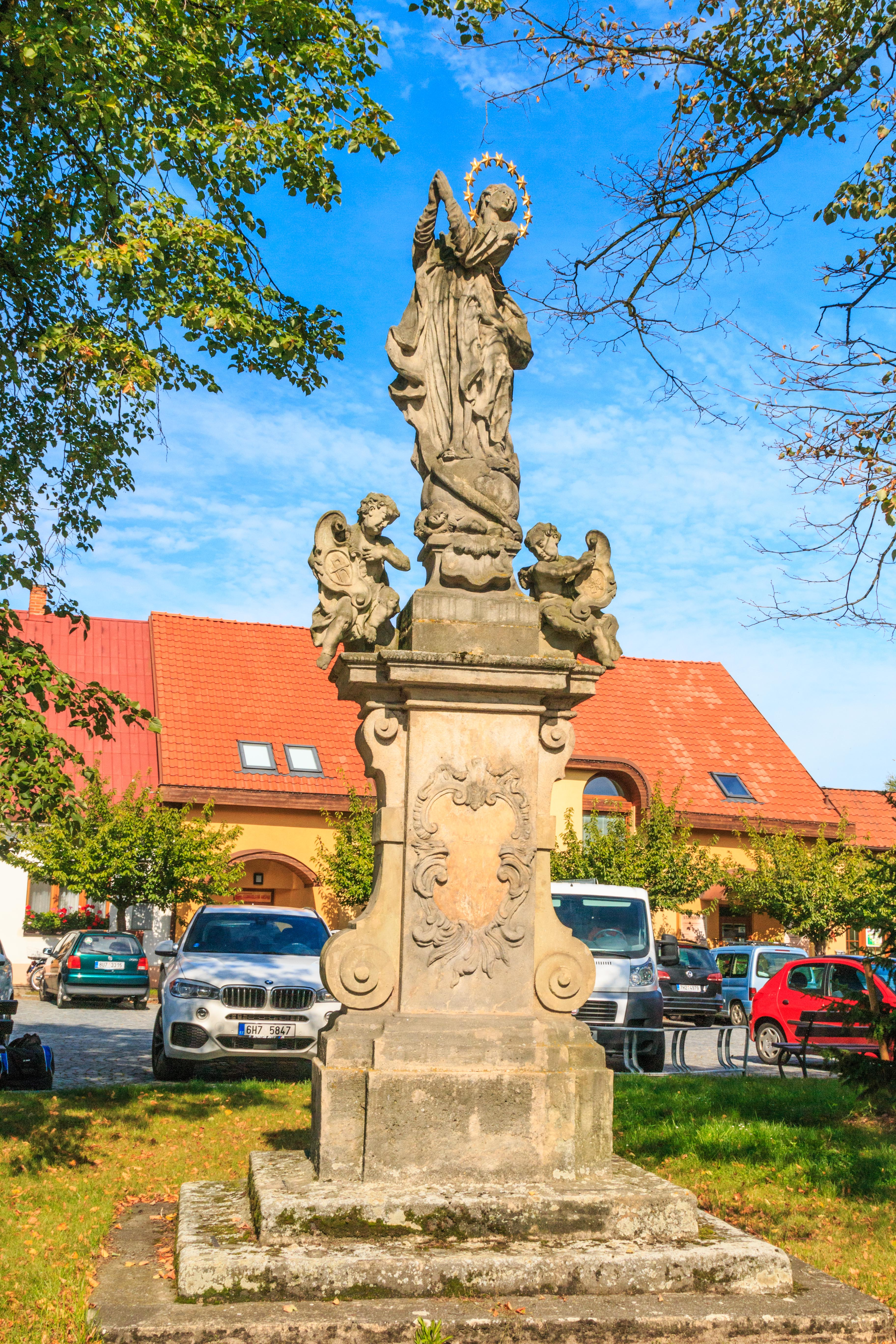
Sousoší Panny Marie na náměstí v Borohrádku